# Thamshamn
Thamshamn – obszar portowy i przemysłowy w północno-wschodniej części miasta Orkanger w gminie Orkland w Trøndelag w Norwegii. Znajduje się na wybrzeżu Orkdalsfjorden, odnogi Trondheimsfjordu. Nazwa pochodzi od Christiana Thamsa, norweskiego przedsiębiorcy, którzy założył spółkę Orkla Grube-Aktiebolag, która później wyewoluowała w dzisiejszy koncern Orkla.
W Thamshamn znajdowała się końcowa stacja kolejowa linii Thamshavnbanen, którą wybudowano w 1908 roku do transportu pirytu z kopalni w Løkken Verk. Obecnie linia ta pełni charakter muzealny, jednak odcinek Orkanger – Thamshamn został rozebrany w 1993 roku.